# Majkelson—Morlijev eksperiment
Majkelson—Morlijev eksperiment je eksperiment koji su 1887. godine izveli Albert Majkelson i Edvard Morli, kako bi potvrdili postojanje i opisali svojstva etra. Naime, smatralo se da svetlost putuje jednim medijumom tzv. etrom kao što zvuk putuje vazduhom.
Mnogo pre nego što je brzina svetlosti precizno izmerena bilo je poznato da je za posmatranje mehaničkih talasa potrebna neka sredina kroz koju bi oni putovali. Sredinom 19. veka smatralo se da je za prostiranje svetlosti takođe potrebna nekakva sredina, sa elastičnim svojstvima, kroz koju bi se ona kretala. Ta sredina dobila je naziv etar. Ideja o etru veoma brzo se ustalila. Smatralo se da on ispunjava sav vasionski prostor. Međutim, njegovo postojanje nije bilo dokazano. Mnogi naučnici tog vremena pokušali su da ga detektuju, ali bezuspešno. Godine 1881. godine Albert Majkelson pokušao je da izmeri brzinu Zemlje u odnosu na etar čime bi potvrdio postojanje istog. Usled toga što se Zemlja kreće kroz svemir oko nje mora postojati tzv. etarski vetar. Ako se uzme da etar miruje merenjem brzine etarskog vetra mogla bi se izmeriti apsolutna brzina Zemlje. Izračunavanjem apsolutne brzine Zemlje bilo bi dokazano postojanje etra. Ovaj eksperiment Majkelson ponavlja 1887. godine, ovaj put radeći zajedno sa Edvardom Morlijem.

## Cilj, opis i rezultati eksperimenta
Cilj ovog eksperimenta bio je da se odredi brzina Zemlje u odnosu na etar (time bi bilo dokazano postojanje etra).
Za ovaj eksperiment korišćen je uređaj danas poznat pod nazivom Majkelsonov interferometar. Taj uređaj sastoji se iz dve cevi postavljene pod pravim uglom jedna u odnosu na drugu. U preseku tih cevi, pod uglom od 45° u odnosu na snopove svetlosti koji dolaze iz izvora (RS), nalazi se polupropusna, posrebrena ploča (BS). Na krajevima cevi su dva ogledala. U teleskopu (T) osmatra se interferencija svetlosti.
Snop svetlosti deli se na ploči BS na dva snopa, koja se dalje kreću ka ogledalima M1 i 2, nakon refleksije od istih, opet dolaze do ploče, združuju se i kreću ka teleskopu T. U teleskopu se posmatraju interferencione pruge i njihov eventualni pomak. Snop svetlosti koja pada na ogledalo 2 u pravcu je kretanja Zemlje, drugi snop koji pada na ogledalo M1, normalan je na taj pravac.
Rastojanja od ploče BS do ogledala 1 i 2 su jednaka i iznose L. Za vreme dok svetlost pređe put od ploče do ogledala 2 i nazad, ceo sistem se pomeri usled kretanja Zemlje u odnosu na etar.
Dok svetlosni snop iz tačke A preko ogledala M1 stigne u tačku A‘, ploča BS pomeri se iz tačke A u tačku A‘. Rastojanje koje svetlost pređe je , brzinom c (c — brzina svetlosti u vakuumu); za isto to vreme ceo uređaj pređe rastojanje , brzinom v (v - brzina Zemlje u odnosu na etar). Iz toga sledi:
{\displaystyle t_{1}={\frac {2a}{c}}={\frac {2b}{v}}}
Pored toga je:
{\displaystyle a^{2}=L^{2}+b^{2}}
Iz prethodne dve jednačine dobija se dužina puta 1 koji pređe prvi snop svetlosti od tačke A do ogledala 1 i nazad do tačke ‘ :
Drugi snop svetlosti prolazi kroz ploču BS i kreće se ka ogledalu M2. Svetlost prelazi rastojanje do ogledala 2‘ i nazad do ploče rastojanje 2‘. Dok se snop svetlosti kretao od ploče BS do ogledala M2 ono se pomerilo u položaj M2‘ za rastojanje d, a ploča se iz položaja A pomerila u položaj A‘ za rastojanje 2b. 
Ukupan put koji drugi snop pređe pre nego što se susretne sa prvim snopom iznosi:
Vreme za koje drugi snop svetlosti pređe rastojanje , brzinom c, jednako je vremenu za koje ogledalo 2 pređe rastojanje d, pa važi ova relacija:
Ukupni put koji drugi snop pređe je S2=AM2‘A‘ brzinom c, a za isto vreme ploča BS brzinom v pređe put AA‘=2b pa je:
Iz ove tri jednačine dobija se dužina puta koji pređe drugi snop svetlosti:
Razlika puteva ova dva snopa koja interferiraju je:
Potom uređaj je zarotiran za 90° oko svoje vertikalne ose. Ovo je učinjeno da bi se uočio eventualni pomeraj između interferencionih prugi. Majkelson i Morli izračunali su da će pomeraj među snopovima biti:
Dakle, ako se uređaj zarotira za 90° dobija se ista veličina pomeraj, ali suprotnog znaka (ovo je trebalo i eksperimentalno potvrditi):
Veličina pomeraja između interferencionih pruga trebala je biti lako merljiva jer je interferometar bio opremljen tako da je mogao utvrditi i pomeraje koji su bili i trideset puta manji. Ipak i pored toga dobijen je nulti rezultat. Nije uočen pomeraj između interferencionih pruga.

## Tumačenja rezultata eksperimenta
Majkelson i Morli su, kako bi dokazali postojanje etra, zamislili da izmere brzinu Zemlje u odnosu na etar. Zato su svetlost uputili u dva snopa, smatrajući, da će pomoću interferometra otkriti razliku u brzini svetlosti. Međutim, kako je rezultat eksperimenta bio da nema razlike u brzini svetlosti, to je značilo da nema ni etra. Ovaj eksperiment u potpunosti je objašnjen tek pomoći Ajnštajnove Specijalne teorije relativnosti 1905. godine, u kojoj se pretpostavlja da brzina svetlosti ne zavisi od referentnog sistema iz kojeg je posmatramo.

## Literatura
- Momčilo M. Pejović (2001), Opšti kurs fizike: mehanika, molekularna fizika, termodinamika, Publikacija Elektronskog fakulteta u Nišu, Niš
- Tomislav Petković (1990), Moderna eksperimentalna fizika i spoznajna teorija, Školska kniga, Zagreb
- Charles Kittel, Walter D. Knight, Malvin A. Ruderman (1973), Mechanics, Berkeley Physics Course, Volume 1, Second edition
- Antonini, P.; Okhapkin, M.; Göklü, E.; Schiller, S. (2005). „Test of constancy of speed of light with rotating cryogenic optical resonators”. Physical Review A. 71 (5): 050101. Bibcode:2005PhRvA..71e0101A. arXiv:gr-qc/0504109 . doi:10.1103/PhysRevA.71.050101.
- Brillet, A.; Hall, J. L. (1979). „Improved laser test of the isotropy of space”. Phys. Rev. Lett. 42 (9): 549—552. Bibcode:1979PhRvL..42..549B. doi:10.1103/PhysRevLett.42.549.
- Cedarholm, J. P.; Bland, G. F.; Havens, B. L.; Townes, C. H. (1958). „New Experimental Test of Special Relativity”. Physical Review Letters. 1 (9): 342—343. Bibcode:1958PhRvL...1..342C. doi:10.1103/PhysRevLett.1.342.
- Cedarholm, J. P.; Townes, C. H. (1959). „New Experimental Test of Special Relativity”. Nature. 184 (4696): 1350—1351. Bibcode:1959Natur.184.1350C. doi:10.1038/1841350a0.
- Eisele, Ch.; Nevsky, A. Yu.; Schillerv, S. (2009). „Laboratory Test of the Isotropy of Light Propagation at the 10−17 level” (PDF). Physical Review Letters. 103 (9): 090401. Bibcode:2009PhRvL.103i0401E. PMID 19792767. doi:10.1103/PhysRevLett.103.090401. Архивирано из оригинала (PDF) 26. 01. 2022. г. Приступљено 20. 12. 2018.
- Essen, L. (1955). „A New Æther-Drift Experiment”. Nature. 175 (4462): 793—794. Bibcode:1955Natur.175..793E. doi:10.1038/175793a0.
- Herrmann, S.; Senger, A.; Kovalchuk, E.; Müller, H.; Peters, A. (2005). „Test of the Isotropy of the Speed of Light Using a Continuously Rotating Optical Resonator”. Phys. Rev. Lett. 95 (15): 150401. Bibcode:2005PhRvL..95o0401H. PMID 16241700. arXiv:physics/0508097 . doi:10.1103/PhysRevLett.95.150401.
- Herrmann, S.; Senger, A.; Möhle, K.; Nagel, M.; Kovalchuk, E. V.; Peters, A. (2009). „Rotating optical cavity experiment testing Lorentz invariance at the 10−17 level”. Physical Review D. 80 (100): 105011. Bibcode:2009PhRvD..80j5011H. arXiv:1002.1284 . doi:10.1103/PhysRevD.80.105011.
- Illingworth, K. K. (1927). „A Repetition of the Michelson–Morley Experiment Using Kennedy's Refinement” (PDF). Physical Review. 30 (5): 692—696. Bibcode:1927PhRv...30..692I. doi:10.1103/PhysRev.30.692.
- Jaseja, T. S.; Javan, A.; Murray, J.; Townes, C. H. (1964). „Test of Special Relativity or of the Isotropy of Space by Use of Infrared Masers”. Phys. Rev. 133 (5a): 1221—1225. Bibcode:1964PhRv..133.1221J. doi:10.1103/PhysRev.133.A1221.
- Joos, G. (1930). „Die Jenaer Wiederholung des Michelsonversuchs”. Annalen der Physik. 399 (4): 385—407. Bibcode:1930AnP...399..385J. doi:10.1002/andp.19303990402.
- Kennedy, Roy J. (1926). „A Refinement of the Michelson–Morley Experiment”. Proceedings of the National Academy of Sciences. 12 (11): 621—629. Bibcode:1926PNAS...12..621K. PMC 1084733 . doi:10.1073/pnas.12.11.621.
- Kennedy, R. J.; Thorndike, E. M. (1932). „Experimental Establishment of the Relativity of Time”. Phys. Rev. 42 (3): 400—408. Bibcode:1932PhRv...42..400K. doi:10.1103/PhysRev.42.400.
- Michelson, Albert A.; Morley, Edward W. (1887). „On the Relative Motion of the Earth and the Luminiferous Ether”. American Journal of Science. 34 (203): 333—345. doi:10.2475/ajs.s3-34.203.333.
- Michelson, A. A.; Pease, F. G.; Pearson, F. (1929). „Results of repetition of the Michelson–Morley experiment”. Journal of the Optical Society of America. 18 (3): 181. Bibcode:1929JOSA...18..181M. doi:10.1364/josa.18.000181.
- Miller, Dayton C. (1925). „Ether-Drift Experiments at Mount Wilson”. Proceedings of the National Academy of Sciences. 11 (6): 306—314. Bibcode:1925PNAS...11..306M. PMC 1085994 . doi:10.1073/pnas.11.6.306.
- Morley, Edward W. & Miller, Dayton C. (1904). „Extract from a Letter dated Cleveland, Ohio, August 5th, 1904, to Lord Kelvin from Profs. Edward W. Morley and Dayton C. Miller”. Philosophical Magazine. 6. 8 (48): 753—754. doi:10.1080/14786440409463248.
- Morley, Edward W. & Miller, Dayton C. (1905). „Report of an experiment to detect the Fitzgerald–Lorentz Effect”. Proceedings of the American Academy of Arts and Sciences. XLI (12): 321—8. doi:10.2307/20022071.
- Müller, H.; Herrmann, S.; Braxmaier, C.; Schiller, S.; Peters, A. (2003). „Modern Michelson–Morley experiment using cryogenic optical resonators”. Phys. Rev. Lett. 91 (2): 020401. Bibcode:2003PhRvL..91b0401M. PMID 12906465. arXiv:physics/0305117 . doi:10.1103/PhysRevLett.91.020401.
- Müller, H.; Stanwix, Paul L.; Tobar, M. E.; Ivanov, E.; Wolf, P.; Herrmann, S.; Senger, A.; Kovalchuk, E.; Peters, A. (2007). „Relativity tests by complementary rotating Michelson–Morley experiments”. Phys. Rev. Lett. 99 (5): 050401. Bibcode:2007PhRvL..99e0401M. PMID 17930733. arXiv:0706.2031 . doi:10.1103/PhysRevLett.99.050401.
- Piccard, A.; Stahel, E. (1926). „L'expérience de Michelson, réalisée en ballon libre”. Comptes Rendus. 183 (7): 420—421.
- Piccard, A.; Stahel, E. (1927). „Nouveaux résultats obtenus par l'expérience de Michelson”. Comptes Rendus. 184: 152.
- Piccard, A.; Stahel, E. (1927). „L'absence du vent d'éther au Rigi”. Comptes Rendus. 184: 1198—1200.</ref>